# Pycnocheiridium mirum
Pycnocheiridium mirum är en spindeldjursart som beskrevs av Beier 1964. Pycnocheiridium mirum ingår i släktet Pycnocheiridium och familjen dvärgklokrypare. Inga underarter finns listade i Catalogue of Life.